# 蒙疆联合委员会
蒙疆联合委员会是1937年至1939年之间由日本扶植的傀儡政权蒙古联盟自治政府、察南自治政府、晋北自治政府设立的联合委员会。

## 背景
1937年七七事变后，日军发动“察哈尔作战”和“绥远作战”，形成了关东军独占察南、晋北和绥远的局面。日本陆军中央及关东军本来的计划是，关东军出兵南下，一方面策应华北日军以使北平以西的中国军队对北平、天津的威胁得到消除，另一方面支持德穆楚克栋鲁普（即“德王”）的蒙古军政府，使“接满地带”的安全获得巩固。但是，关东军占领察哈尔省张家口之后仍继续行动，并多次致电陆军中央，要求将以张家口为中心的西线均划归关东军。此前，1937年8月18日，关东军参谋长东条英机致电参谋本部次长多田骏、陆军省次官梅津美治郎称，随着对张家口的进攻，为更利于施策内蒙古，天津军（即华北方面军）可以把重点放在北平、天津、山东、山西方面，张家口区域则由关东军设特务机关统治。陆军中央对此表示同意。10月1日，关东军制订了《蒙疆方面政治工作指导要纲》，扩大其统治范围，《要纲》称：
伴随着关东军在察哈尔平绥沿线的经略， 蒙疆方面政治工作的一般方针是：肃正该地域，特别是巩固接满地带的安定，推进对内外蒙古及山西工作，以图把打倒国、共及汉、蒙融合的基本方针明朗化，同时建成赤化防壁，把该方面掌握在我方实际控制之下，满足军事上的要求，使得对苏联、中国的施策容易进行。
关东军决定在大同区域建立类似察南自治政府的傀儡政权，即随后成立的晋北自治政府。此外，蒙古军政府接收了绥远，从而使平绥铁路沿线全部成为关东军统治范围。为此，关东军决定将平绥铁路沿线的察南自治政府、晋北自治政府、蒙古军政府这三个傀儡政权统一，“由上述三政权派遣委员若干名，在张家口设立蒙疆联合委员会，以就三政权关系事项中的重大问题进行协议统治”，由关东军控制。金井章次在回忆录中称，自己在平绥铁路沿线成立统一傀儡政权的决策过程中起过关键作用，曾对关东军的参谋表示，“根据经验判断将察南、晋北、厚和地区作为一个整体，成为高度自治区域是非常妥当的。”

## 成立
1937年11月22日，上述三个傀儡政权（1937年10月27日蒙古联盟自治政府成立，取代了蒙古军政府）在张家口签订《关于设立蒙疆联合委员会的协定》，正式成立了蒙疆联合委员会。该《协定》称：“蒙古联盟自治政府、察南自治政府、晋北自治政府认为在蒙疆方面利害休戚相同，有必要对相互关联的重要事项进行协议统制，为此决定设立联合委员会。”蒙疆联合委员会下设总务委员会和金融、产业、 交通三个专门委员会。总务委员会是蒙疆联合委员会的最高权力机关，三个傀儡政权所派委员比例为蒙古联盟自治政府三名、察南自治政府二名、晋北自治政府二名，关东军司令官可向蒙疆联合委员会推荐最高顾问一名、参议一名、各专门委员会的顾问二名。在关东军的内定之下，三个傀儡政权分别派员参加蒙疆联合委员会担任委员。蒙古联盟自治政府派出卓特巴札普、陶克陶、金永昌；察南自治政府派出于品卿、杜运宇；晋北自治政府派出夏恭、马永魁。金井章次任蒙疆联合委员会最高顾问并代理总务委员长，村谷彦治郎任参议。 
蒙疆联合委员会的决议必须经过最高顾问以及关系各顾问的合议。蒙疆联合委员会管理的事宜有：统一管理平绥铁路、邮政电信，改组并扩大察南银行，统一三个政权的货币，为了调整财政故将盐务、鸦片、烟草的经营归蒙疆联合委员会，钢铁、煤炭及主要的电业企业也归蒙疆联合委员会。《协定》中还规定：“非经各政权之同意，不得脱离本委员会。”这是为防止德王领导的蒙古联盟自治政府擅自脱离蒙疆联合委员会。
蒙疆联合委员会在成立之际，便同关东军司令官植田谦吉签订了《秘密交换公文》，内称：

- （一）鉴于贵帝国在此次事变中出兵的本意，本委员会在蒙疆地方的一切命令及行动要适应贵军占领的要求并要仰仗日满两国的充分协力，特别是深刻感到要求得贵军司令官的内部指导。
- （二）本委员会的最高顾问、参议、顾问及委员会的主要职员由贵军司令官推荐的日满两国人士担任，在三政权内的日满系顾问也以此为准。
- （三）本委员会管理或统制的重要交通及重要产业根据其必要委任给 贵军司令官指定的日满各机关经营或合办，在合办事业中要给予方便。以上企业根据合议，在脱离本委员会时，不向政府进行任何补偿。
- （四）关于本委员会管下的金融事项，根本方针是把蒙疆银行作为中央银行，将来与此关联的诸事项请求给以援助。
- （五）本委员会当前希望贵帝国军驻兵，为此，在管理和经营事业的财政有余力时，对于贵军驻兵的经费应以现金或实物的方式进行分担。
- （六）将来签定正式条约时，关于蒙疆地方的以上各条在蒙疆政权的权限内进行变化调整。

在关东军的策划下，蒙疆联合委员会还同满洲国签署了关系《议定书》，以解决双方边界划分问题并开展合作，共同配合关东军对苏联作战的准备。

## 改组
1938年8月1日，蒙疆联合委员会改组，将各专门委员会改为总务部、产业部、财政部、保安部、民生部、交通部共六部。卓特巴札普任总务部长，野田武任总务顾问；金永昌任产业部长，高津彦次、森田清任产业顾问；马永魁任财政部长，寺崎英雄、久间猛任财政顾问；陶克陶任保安部长，伊藤祐任保安顾问；杜运宇任交通部长兼民生部长，满尾君祐、赤板亮一任交通和民生顾问。

## 地位
蒙疆联合委员会第一任最高顾问金井章次称：“那些主张该蒙疆地区应隶属于南京政府或华北政权的人，对于这个联合委员会的设立是决不欢迎的。另一方面想建立蒙古国和成为国王的德王也不喜欢这个委员会。开始时是消极地不就任总务委员会委员 长，最后即使当上了，也大多由我这个最高顾问代行。”“日本的青年将校特别是中国班的那一伙人对于提倡蒙疆政权高度自治、建立单一政府心中不满。企图将蒙疆各政厅及盟公署直接隶属于华北政权之下。这是王克敏等的华北政权屡次提出的。”“华北政权的一伙人把蒙古自治政府视为眼中钉。想把蒙古政府解体，作为各自的省或盟隶属于华北政权。他们向华北方面军哭求说提出高度自治、甚至实行单独币值，这对于华北政权的权威性来说是无法忍受的。从陆军中的关系来看，我们在蒙疆的活跃行动也就是关东军的行为，作为在中国日军一部分的华北方面军，对我们也许有一种微妙的感情。”金井章次认为，蒙疆联合委员会的建立“这从对苏作战的立场来看是有决定性意义的”。 

### 同华北政权的关系
蒙疆联合委员会成立后，由于其辖下的察南、晋北地区属于华北，故日本陆军中央部分人士及华北方面军认为察南、晋北地区应隶属统治华北的中华民国临时政府，但关东军则坚持应在该地区建立独立且同关东军及满洲国关系密切的傀儡政权，该傀儡政权的重点应放在向苏联及中国西北地区以至中亚的发展上。经过多次交涉，1937年12月28日，陆军次官梅津美治郎致电关东军参谋长东条英机称，
关于蒙疆各政权的处理已报阁议，其决定体现在事变处理要纲（甲），察南、晋北两政权将视情况与华北新政权合流，另外，决定华北政权与内蒙自治政权保持密切联系。政府的意见，对蒙疆的处理，现在维持现状，察南、晋北地方政权的存废也照此办理。虽然根据蒙疆的现情大体承认内蒙和察南、晋北的关系，但当华北政权发展为全国性政权时，由于在对华指导上会有问题，将来在适当时期，换言之，在华北政权发展后，能够确立其与蒙疆政权的关系时，对察南、晋北两政权的地位关系再作调整。
驻蒙兵团成立后，继承了原来关东军的作法，要求将察南自治政府、晋北自治政府、蒙古联盟自治政府统一，并独立于华北政权。驻蒙兵团曾经致电日本陆军中央称：“我们认为在蒙疆地方大体上将现有 机构如察南、晋北及蒙古联盟自治政府合为一体，在华北政权之外单独指导使其发达是最为合适的。”陆军中央接受了驻蒙兵团的意见。驻蒙兵团改编为驻蒙军并纳入华北方面军时，日本陆军中央发布了《蒙疆政务指导要纲》称：
对于蒙疆的政务指导，当前要按照以上的内容由华北方面军司令官、驻蒙军司令官实施。
- （一）对于蒙疆的政务指导要承认在该地域的广泛的自治、并保持其特殊性。
- （二）保持蒙疆的行政机构、行政区域的现状。
- （三）蒙疆的金融由蒙疆银行承担，将来对全中国的金融进行根本改革时也应充分考虑蒙疆金融组织的 特殊性。
- （四）蒙疆的经济开发（包括交通、通信等）要与华北统一进行，但在实施时要充分考虑到蒙疆的特殊情况。
- （五）华北方面军司令官对蒙疆的政务指导在 依据以上各项外，重要的事情要接受陆军大臣的认可，另外对于涉及到满洲国的事项要与关东军司令官密切联系。

1939年3月，日本陆军中央提出，对于蒙疆的政务指导须直接受陆军大臣指示，蒙疆最终形成了“高度自治”。

### 同蒙古独立的关系
德王的目标是蒙古独立，而蒙疆联合委员会的组成与此相矛盾。他在《自述》中称，“我对伪‘蒙疆联合委员会’的成立，起初是采取置之不理的态度，委员派谁就派谁，来了通知或指示， 合乎我心意的就执行，不合乎我心意的就放在一边。”“总之，我对‘蒙疆联合委员会’的态度，不敢积极反对，只有消极抵抗。”
德王对蒙疆联合委员会名称中使用的“蒙疆”二字很反感。他在《自述》中称，“我总觉得，‘蒙古’与‘蒙疆’二字，不是微不足道的字义问题，而是有重大意义的政治和民族问题。因为‘蒙古’二字不仅代表民族，并代表土地、人民。而且一提到‘蒙古’二字，世界上是无人不知的。这是历史上早就确定的名称。如果改称‘蒙疆’，就意味着仍是中国的边疆，不是独立的蒙古政权，是隶属于中国的地方政权。”于是，在蒙古联盟自治政府成立一周年之时，德王召集各盟长及札萨克，要求各盟旗都提出反对， 随后德王命民政部长特克希卜彦起草了反对蒙疆联合委员会的公文。公文中称，张作霖曾任“蒙疆经略使”，压迫东部蒙旗，使蒙古人十分反感“蒙疆” 二字。后来，德王还命各旗派出代表赴张家口面见驻蒙军司令官莲沼蕃、参谋田中隆吉、最高顾问金井章次，反对“蒙疆”二字。金井章次向代表解释：“‘蒙疆’是蒙古之疆域的意思，既能包括察南、晋北，代表新的政权，又能起到‘协和民族
’的作用，并且，‘蒙疆’二字早已成了常用的习惯语，你们蒙古还是蒙古，不会因为沿用‘蒙疆’二字，而把蒙古取消了。”德王等人取消“蒙疆”的目的未达到。
1938年10月，德王在首次访问日本的时候，向日本陆军大臣板垣征四郎提出了蒙古建国方案。几天后，板垣征四郎回复称，“关于蒙古独立建国问题，时机还不成熟，条件尚不具备，俟将‘外蒙’收复，实现内外蒙的统一，才能帮助蒙古独立建国，这是我们大日本帝国的对蒙古的国策，希望大家相信。”
在此之后，驻蒙军决定命德王担任蒙疆联合委员会总务委员长。经李守信、陶克陶劝告，德王最终同意就任。驻蒙军随即将德王召到驻蒙军司令部，金井章次表示辞去代理总务长一职，驻蒙军司令官莲沼蕃当即任命德王为总务长。后来，德王又向驻蒙军参谋大桥雄熊提出蒙古建国问题，但遭到大桥雄熊嘲弄。 

## 结束

國旗“四色七条旗”

随着蒙疆联合委员会日渐成熟，驻蒙军决定以蒙疆联合委员会为基础，合并察南自治政府、晋北自治政府、蒙古联盟自治政府合并成立统一的“蒙古联合自治政府”。这一方面回应了德王等人对蒙古独立建国的日益渴望，另一方面因应汪精卫同日本合作准备在南京成立中国全国性傀儡政权的形势，保持蒙疆的“高度自治”。1939年5月8日，驻蒙军制定《蒙疆建设基本计划》，内称：“在促进蒙疆地区统合，民生向上，民族协和的方针下建成强有力的防共特殊地带。为此，对于蒙疆的建设要在驻蒙军实质性的内部指导之下，在1941年达到目标，应对以往的计划重新进行研究，迅速作成关于将来的具体方案。”驻蒙军还研究了《蒙疆政权强化方策》。8月11日，驻蒙军组成了咨询性质的“政权统合审议会”。审议会提出建立“蒙古联合自治政府”方案。该方案原计划创立“蒙古联合自治国”，但日本军部以及驻蒙军虑及该政权与汪精卫的南京政权的关系，故将“国”改称“政府”。根据汪精卫同日本签定的《调整日华新关系方针》：“蒙疆地区为高度自治区域，承认中国的宗主权，内政独立。”德王对此十分不满，乃通过军统人员同蒋介石取得联系，蒋介石命德王“留在当地训练军民，忍辱负重，以待将来”。日后此事被驻蒙军发现，德王、李守信自动赴军部自首，乃未被追究。
《蒙古联合自治政府组织大纲》称：

- （一）新政权以蒙疆地域为中心，以东亚民族构成之；
- （二）新政权称蒙疆联合自治政府；
- （三）新政权之首长称主席；
- （四）新政权本东亚之道义，施政以民意为本；
- （五）首都奠定于张家口。

《蒙古联合自治政府施政纲领》包括三个主要方面，一是“宣扬东亚道义”、“大同协和诸民族”；二是“团结友邦，同志相契，以奠定东亚新秩序之建设”；三是“从共产主义毒害中解放诸族，以资强化世界‘防共’战线。”此外还包括“新兴民生，确保安宁”等内容。蒙古联合自治政府的旗帜未采用察南自治政府、晋北自治政府、蒙古联盟自治政府各自的旗帜，而是专门制定了“四色七条旗”，该旗中间为赤条在中间，代表以日本作为中心，相邻的上下两条为白色，代表回族，再上下两条是蓝色，代表蒙古族，最外侧的上下两条是黄色，代表汉族。蒙古联合自治政府的《成立宣言》内称：“我蒙古、察南、晋北三自治，夙具同戚同休之心，誓共防共安民之志，必须标 本兼治，通力合作，因而肇建蒙古联合自治政府，以期防止共产，协和民族。爱承友邦日本之提携，密切联系日、蒙、满、华，达成巩固之一环，向建设东亚新秩序 迈进，发扬东亚道义之精神光彼世界，冲进人类之福祉，功垂金帛。”
1939年6月11日，经金井章次安排策划，德王、于品卿、夏恭共同面见驻蒙军司令官莲沼蕃，称三个自治政府愿合并成立统一的新政权。8月29日，德王召开第四次蒙古大会，决定同察南自治政府、晋北自治政府合并。9月1日，蒙古联合自治政府在张家口成立。蒙疆联合委员会也随之结束。